# 사회 규범
사회 규범(社會規範)은 사회생활의 준칙(룰)인 도덕·관습·법률 규범의 총칭이다.
사회에서 공동으로 또한 평화적으로 생활해 나가기 위해서는 사회에서 일반적으로 받아들여지고 있는 규칙에 따르지 않으면 안 된다. 이 규칙은 예전에는 종교상의 규율이 있던 때도 있었으며, 혹은 각 시대· 각 민족에 있어 지배적인 도덕률이었던 때도 있었고, 다시 예의작법(禮意作法)과 같은 습속인 경우도 있다. 그러나 사회가 발전하고 경제생활이 복잡해짐에 따라 평화스러운 공동생활을 유지하기 위하여 점차 여러 가지 사회 규범이 필요하게 되고, 더욱이 이들을 강제적으로 준수시킬 필요성에 의하여 법률이라는 사회 규범의 중요성이 증가하게 되었다. 사회 규범은 실정법만을 법률의 근원으로 보는 법실증주의(法實證主義)의 견해에 대하여 무릇 “사회가 있는 곳에 법이 있다.”라고 해서 사회생활에 그 근원을 찾으려는 생각을 가진 사람들에 의하여 강조된다. 또한 사회 규범은 사람들의 행위의 준칙(準則)이라는 점에서 재판 규범·조직 규범과 구별된다.
관습은 장례 의식과 같이 한 사회에서 오랫동안 반복되어 왔던 행동 양식이 사회적 기준이 된 것을 말한다.
도덕은 '어려운 이웃을 도와야 한다'라는 것처럼 사람이라면 마땅히 지켜야 할 도리를 말한다.
법은 사회 구성원이 합의를 통해 지키기로 한 사회적 약속으로, 국가에서 정한 규범이다. 법은 도덕이나 관습과는 달리 강제적이라는 특성이 있다. 만약 법을 어기면 국가는 법을 어긴 사람에게 제재를 가할 수 있다. 또한, 인간 내면의 양심이나 동기를 중요시 하는 도덕과 달리, 법은 겉으로 드러나는 행위와 그 결과를 중요시 한다.

## 같이 보기
- 규범
- 법률
- 사회계급
- 지배계급
- 팔반잡류